# Бинц, Доротея
Доротея Бинц (нем. Dorothea Binz, 16 марта 1920, Темплин, Германия — 2 мая 1947, Хамельн, Германия) — надзирательница женского концентрационного лагеря Равенсбрюк, ауфзеерин СС, нацистская преступница. Повешена в Гамельне по приговору британского военного трибунала.

## Жизнь до войны
Бинц родилась в небогатой семье среднего класса. До пятнадцати лет она училась в народной школе, после чего устроилась работать посудомойкой.

## Работа в лагере
В 1939 году Бинц вступила во вспомогательную службу СС и 1 сентября того же года была направлена в женский концлагерь Равенсбрюк. Поначалу Доротея работала во многих частях лагеря, включая кухню и прачечную, затем получила должность надзирателя. Она работала под начальством Эммы Циммер, Марии Мандель и других начальниц. В сентябре 1940 года она стала заместителем директора своего уголовного суда, а летом 1942 года стала директором блока камер. В июле 1943 года Бинц неофициально была повышена в должности до заместителя главнокомандующего, официально о повышении было объявлено в феврале 1944 года. В период между 1943 и 1945 годами она руководила обучением более чем 100 женщин-гвардейцев, обучая жесточайших женщин-охранниц. Бинц отличалась невероятной жестокостью. По словам выживших узников, она постоянно жестоко избивала, пинала, топтала и хлестала кнутом женщин-узниц, а также выборочно убивала из пистолета. В руках у неё был кнут, а рядом — немецкая овчарка. Проходя по лагерю, Доротея в любой момент могла убить любую женщину, или отправить на смерть. До 1944 года Бинц жила за стенами Равенсбрюка с офицером СС Эдмундом Бройнингом, пока его не перевели в концлагерь Бухенвальд. По словам очевидцев, во время романтических прогулок по лагерю с Бройнингом, они смотрели на порку женщин и смеялись.

## Арест, суд и казнь
Во время «Марша смерти» Бинц бежала из лагеря. 3 мая 1945 года она была захвачена англичанами в Гамбурге и помещена в лагерь города Рекклингхаузен. Вскоре она предстала в качестве обвиняемой на 1-м Равенсбрюкском процессе (дело Йоганна Шваргубера и др.). Бинц признала себя виновной лишь в избиении заключённых. Несмотря на это, суд признал её виновной в военных преступлениях и приговорил к смертной казни. Вскоре после этого она подала прошение о помиловании, которое было отклонено. 2 мая 1947 года Доротея Бинц была повешена в тюрьме г. Гамельн вместе с Э. Маршалл, Г. Бёзель и осужденными по другим делам (всего 8 осужденных). Приговор привёл в исполнение известный палач Альберт Пирпойнт.